# Allen (Texas)
Allen é uma cidade localizada no estado norte-americano de Texas, no Condado de Collin.

## Demografia
Segundo o censo norte-americano de 2000, a sua população era de 43.554 habitantes. 
Em 2006, foi estimada uma população de 73.298, um aumento de 29744 (68.3%).

## Geografia
De acordo com o United States Census Bureau tem uma área de 
68,2 km², dos quais 68,2 km² cobertos por terra e 0,0 km² cobertos por água.

## Localidades na vizinhança
O diagrama seguinte representa as localidades num raio de 12 km ao redor de Allen. 